# アッタロス2世
アッタロス2世（古代ギリシア語: Άτταλος Β΄、ローマ字転写：Attalos II、紀元前220年 - 紀元前138年）は、アッタロス朝（ペルガモン王国）の第4代国王（在位：紀元前159年 - 紀元前138年）。愛兄王（フィラデルフォス）と呼ばれた。

## 概要
アッタロス2世はアッタロス1世とセレウコス朝の王女の第2子で、兄はエウメネス2世である。跡継ぎとして育てられた兄に、忠誠を尽くすように教育され、晩年までその教えを貫き通したため、フィラデルフォスと呼ばれるようになった。アッタロスは、マケドニア戦争に勝利して東方に勢力を拡大したローマとは兄の時代からの友好政策を維持した。ローマの意向に同調し、敵対するビテュニアなどと戦いを推進したため、「ローマの番犬」と呼ばれることもある。
アッタロスの治世は西方、東方共に他国の侵略も無く安定した状態になり、兄と同様ペルガモン文化の保護政策を採ったことから、学問、芸術が大きく花開いた。